# Liga de Torgau
La Liga de  Torgau (del alemán: Torgauer Bund) de 1526 fue una alianza de los príncipes protestantes alemanes que se oponían al Edicto de Worms, incluyendo a Felipe I de Hesse y a Juan de Sajonia, en el contexto inicial de la Reforma protestante en el Sacro Imperio Romano Germánico. Al no tener una dimensión militar sustancial, fue incapaz de alcanzar influencia ni política ni religiosa. Quedó sin vigencia desde la Dieta de Espira (1529).
Mucho más trascendente fue la formación de la Liga de Esmalcalda en 1531, que tenía una fuerte dimensión militar.
Los aspectos políticos de la alianza entre los príncipes alemanes se reactivaron con una nueva reunión en Torgau, que tuvo lugar en 1551 y que resultó en la denominada Alianza de Torgau, Acuerdo de Torgau o Tratado de Torgau, que explícitamente pretendía el reestableciemiento de las libertades alemanas, en el contexto del periodo final de la guerra de Esmalcalda (posterior al Interim de Augsburgo, 1548, y anterior a la Paz de Augsburgo, 1555). La personalidad dominante de esta segunda liga de Torgau fue Mauricio de Sajonia, con el decisivo apoyo del rey Francisco I de Francia, católico, pero enemigo del emperador Carlos V. Al año siguiente se firmó el Tratado de Chambord entre los príncipes protestantes alemanes y Francia.